# Banyeres del Penedès
Banyeres del Penedès là một đô thị thuộc tỉnh Tarragona trong cộng đồng tự trị Catalonia, phía bắc Tây Ban Nha. Đô thị này có diện tích là 12,21 ki-lô-mét vuông, dân số năm 2009 là 2945 người với mật độ 241,2 người/km². Đô thị này có cự ly km so với Tarragona.